# Gyri orbitaires

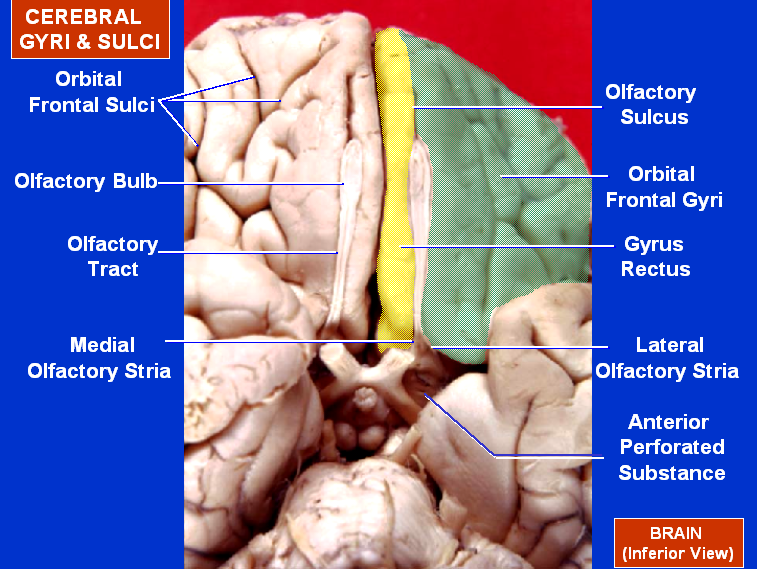
Vue inférieure du cerveau humain montrant les gyri orbitaires en vert

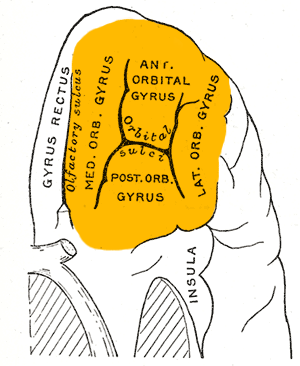
Face orbitaire du lobe frontal gauche montrant les gyri orbitaires en orange

La face inférieure ou orbitaire du lobe frontal est concave, et elle se situe sur la partie orbitaire de l'os frontal. Elle est divisée en quatre gyri orbitaires par un sillon orbitaire en forme de H très marqué. Ceux-ci sont nommés à partir de leur position, les gyri orbitaires médial, antérieur, latéral, et postérieur (en latin : gyri orbitales). Le gyrus orbitaire médial présente un sillon antéro-postérieur très marqué, c'est le sillon olfactif pour le tractus olfactif ; la partie qui se trouve médialement à ceci est appelée le gyrus rectus et il est en continuité avec le gyrus frontal supérieur sur la face médiale.

## Fonction
Bailey & Bremer ont rapporté que la stimulation de l'extrémité centrale du nerf vague (Nerf crânien X) a causé de l'activité électrique au niveau de la face orbitaire inférieure.

## Galerie

Gyri orbitaires en 3 dimensions en rouge.
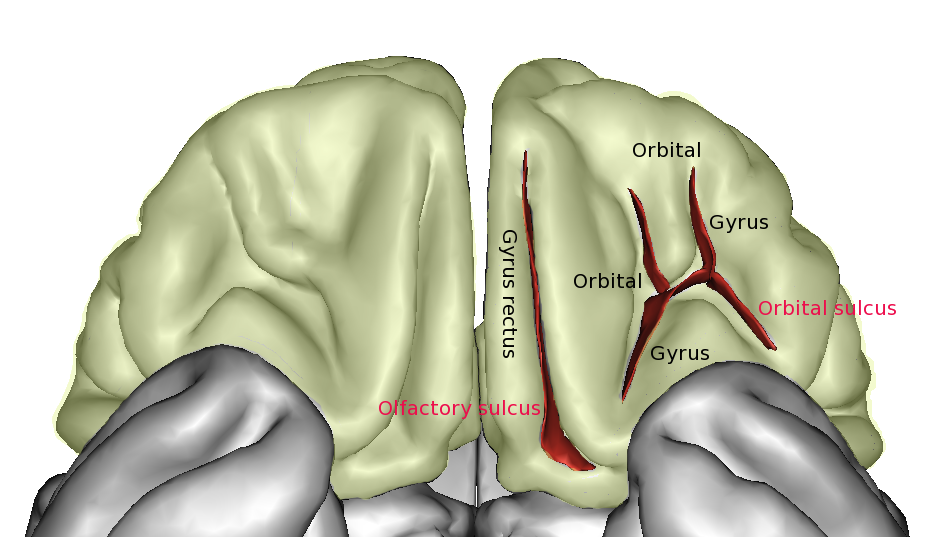
Face orbitaire du cerveau.
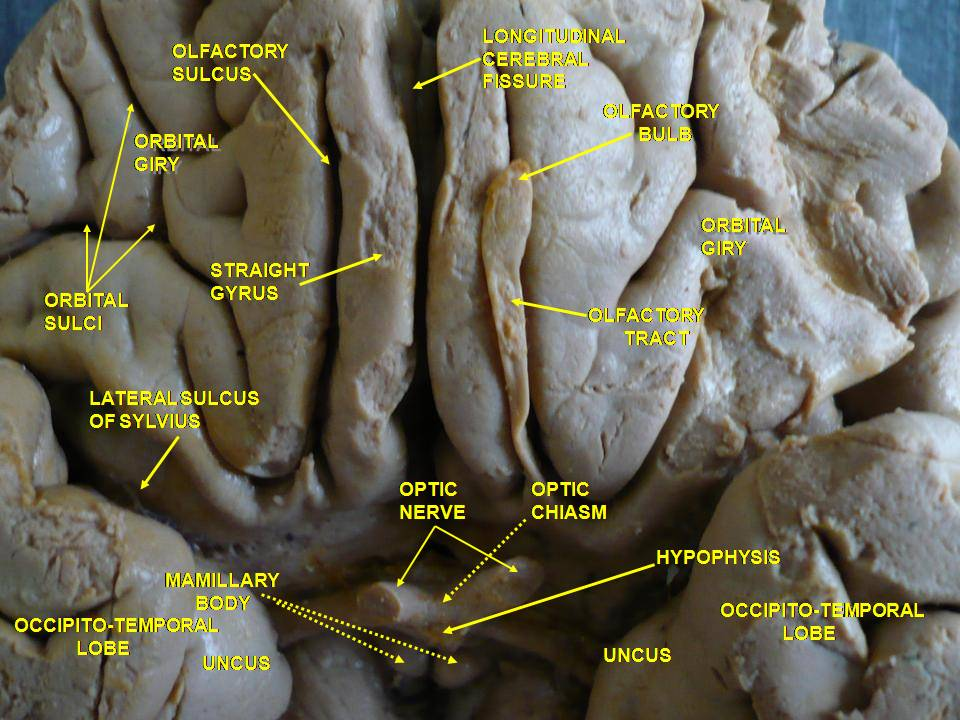
Vue rapprochée des gyri orbitaires.
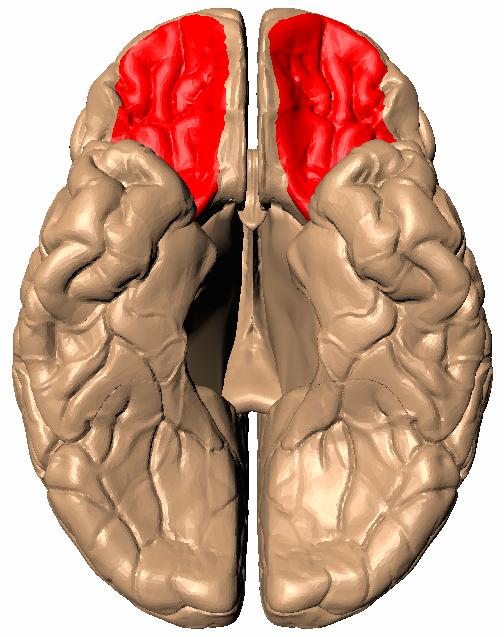
Vue inférieure du cerveau humain, les gyri orbitaires sont marqués en rouge.
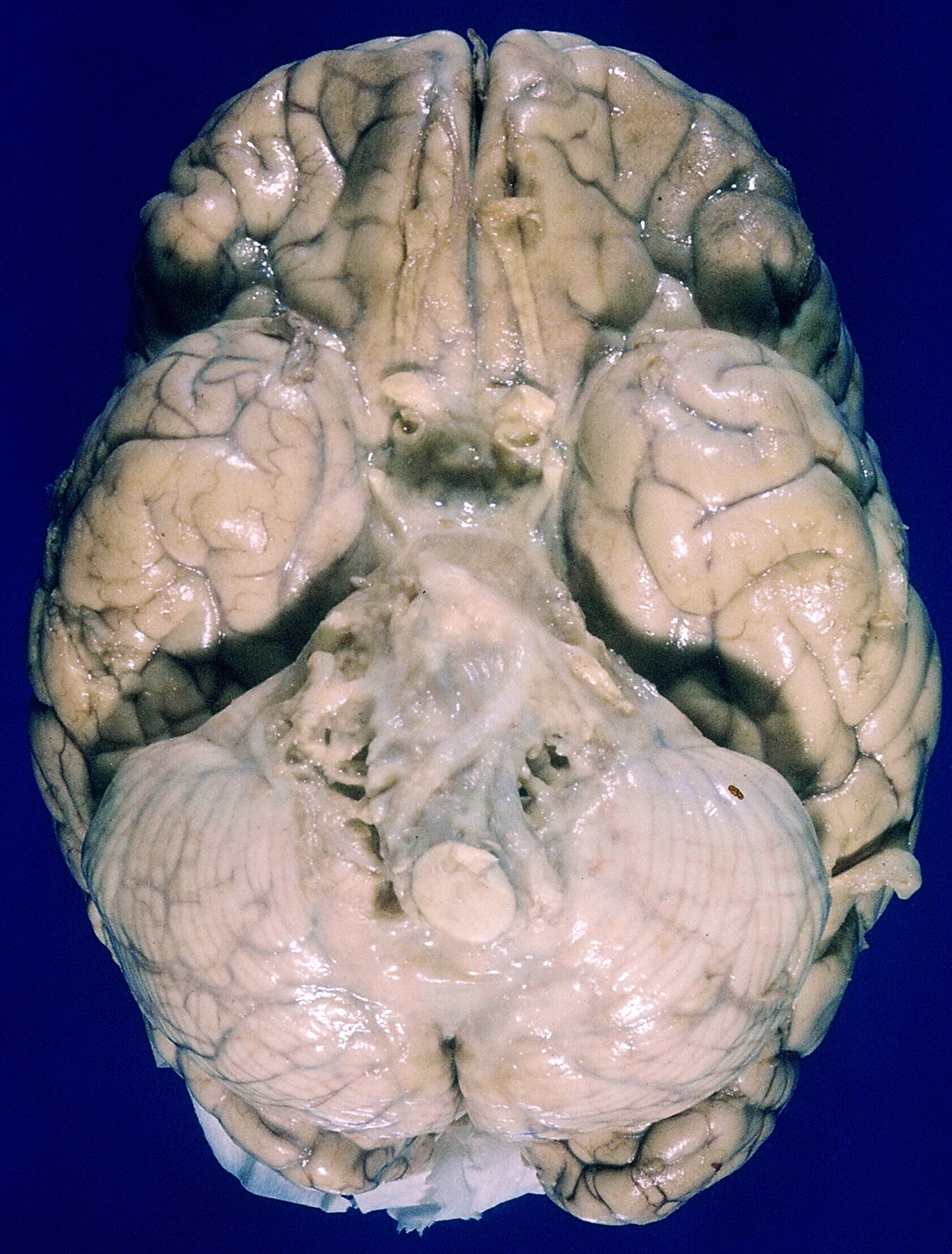
Vue inférieure du cerveau humain, les gyri orbitaires ne sont pas légendés mais visibles en haut.